# Charles Lebayle

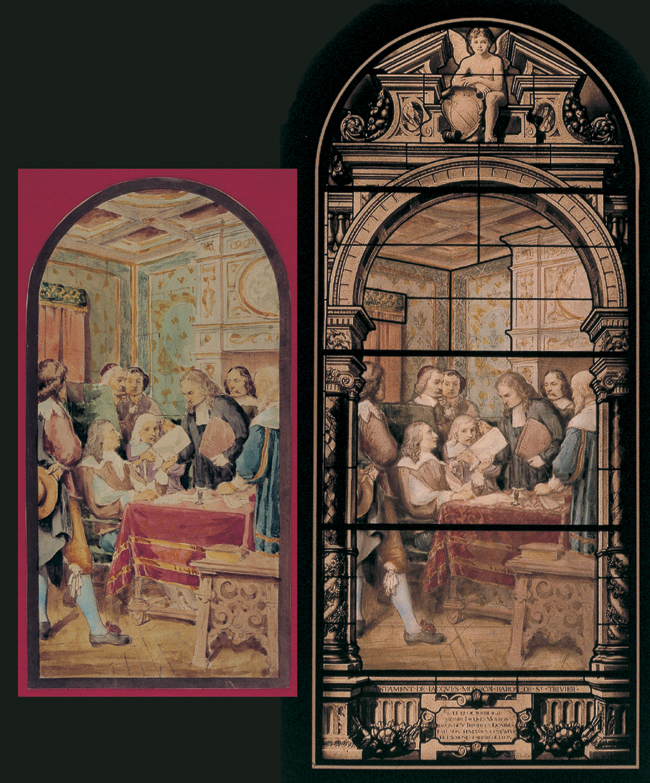
Fereastra de la Hôpital de la Charité din Lyon: Schiță de Lebayle; fereastra terminată de Lucien Bégule.

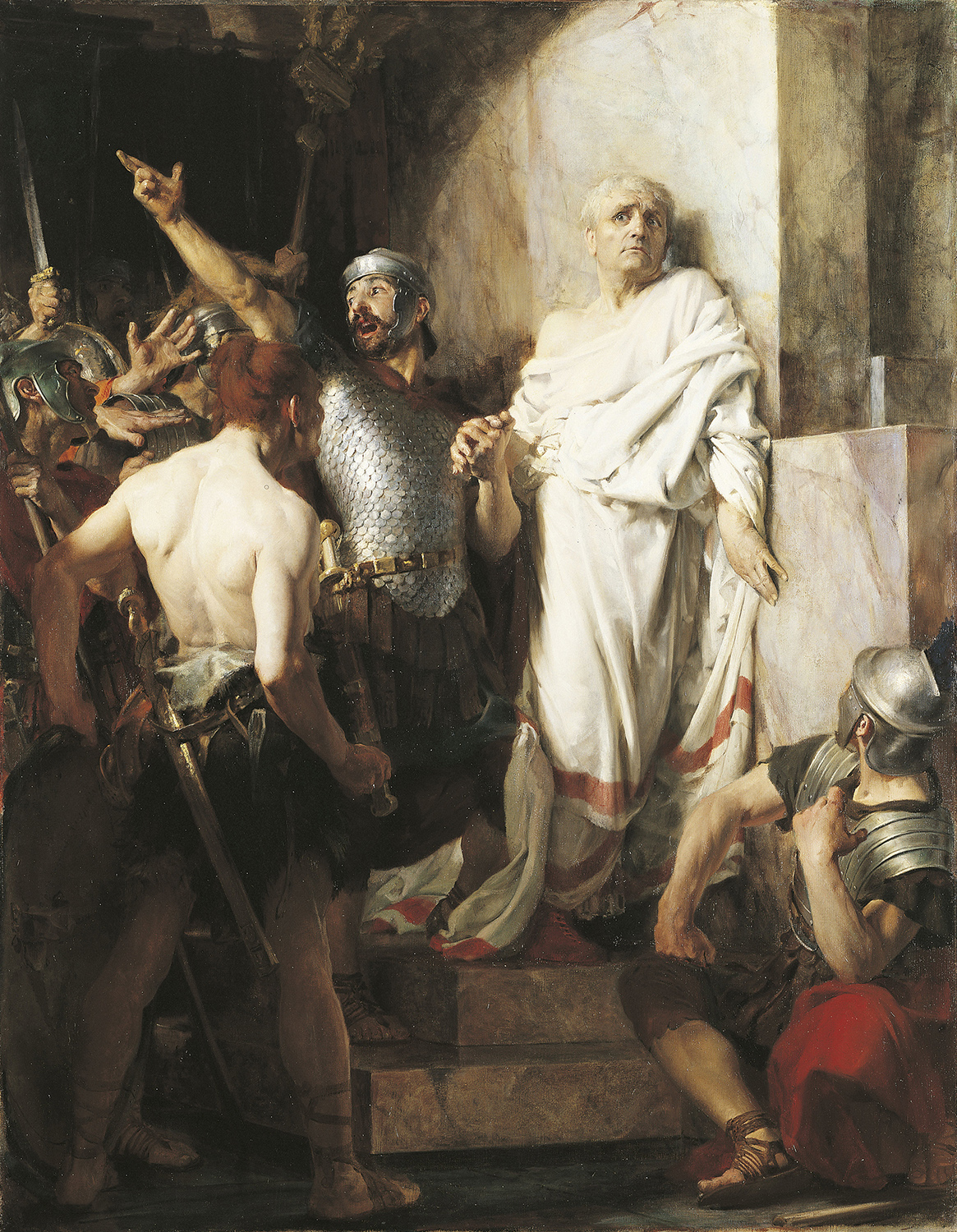
Claudius fiind proclamat împărat

Charles Lebayle (n. 28 mai 1856, Paris, Franța – d. 22 ianuarie 1898, Paris, Île-de-France, Franța) a fost un pictor și designer francez, cunoscut în special pentru colaborările sale cu producătorii de vitralii.

## Biografie
Tatăl său conducea o companie de amenajări și decorarea a vitrinelor. La vârsta de paisprezece ani, a început să frecventeze cursurile serale la École Nationale Supérieure des Arts Décoratifs, unde a devenit elevul lui Alexandre Cabanel și al sculptorului Aimé Millet⁠(d). După moartea tatălui său, a devenit responsabil pentru familia sa și a încercat să mențină afacerea, dar în cele din urmă a eșuat.
Debutul său la Salon⁠(d) a avut loc în 1877. În loc de picturi, a expus lucrări în vitralii; o sugestie care a venit de la prietenul său Henri Carot, care avea să devină ulterior un cunoscut pictor de vitralii. A câștigat un concurs la École des Beaux-Arts în 1879, apoi a studiat pictura în ulei cu Adolphe Yvon⁠(d), la cursuri care erau deschise publicului.
În 1885, a lucrat la Catedrala din Autun, unde a contribuit la crearea unui acoperiș de sticlă care înfățișează viața Fecioarei Maria, pornind de la desenele arhitectului Lucien Magne⁠(d) și ale decoratorului François-Émile Ehrmann. De asemenea, a creat fereastra principală la Primăria Vannes, împreună cu Charles Champigneulle.
Un an mai târziu, a câștigat Prix de Rome pentru Claudius proclamat împărat și a petrecut doi ani la Villa Medici. În timpul șederii sale acolo, a realizat o pictură murală la vilă numită „Marea și ciobanul”. Cu toate acestea, niciuna dintre picturile create în timpul șederii sale nu a fost achiziționată de guvernul francez, așa cum era obișnuit. În urma acestei dezamăgiri, și-a pierdut sora și mama.
Când s-a întors în Franța, a ocupat o poziție în atelierele celebrului artist de vitralii, Lucien Bégule⁠(d), și a contribuit la crearea ferestrelor pentru Hôpital de la Charité din Lyon, majoritatea dintre ele fiind distruse când clădirea a fost demolată în 1933.
După ce a făcut o încercare nereușită de a-și înființa propria afacere de pictură pe sticlă⁠(d) și nu a obținut recunoaștere ca artist în sine, a devenit disperat și s-a împușcat prin inimă.